# Кищинослобідська сільська рада
Кищинослобідська сільська рада (біл. Кішчынаслабодзкі сельсавет) — колишня адміністративно-територіальна одиниця в складі Борисовського району розташована в Мінській області Білорусі. Адміністративним центром було село — Кищина Слобода.
Кищинослобідська сільська рада була розташована на межі центральної Білорусі, на північному сході Мінської області орієнтовне розташування — супутникові знімки [Архівовано 25 Серпня 2011 у WebCite], північніше від районного центру Борисов.
Рішенням Мінської обласної ради депутатів від 30 жовтня 2009 року, щодо змін адміністративно-територіального устрою Мінської області, сільську раду було ліквідовано.
До складу сільради входили 8 населених пунктів:
- Вільяново • Кищина Слобода • Пасіка • Підбереззя • Садівщина • Селище • Стрілківці • Тимки